# Moina affinis
Moina affinis är en kräftdjursart som beskrevs av Birge 1893. Moina affinis ingår i släktet Moina och familjen Moinidae. Inga underarter finns listade i Catalogue of Life.